# Lino Schiefferdecker
Lino Augusto Schiefferdecker, também conhecido como Chefe Lino (Porto Alegre, 20 de Outubro de 1925 - 2 de Março de 2004), foi um chefe escoteiro brasileiro. Dedicou 70 anos de sua vida ao escotismo e serviço social no Brasil, especialmente no Rio Grande do Sul, tendo seu trabalho reconhecido por diversas condecorações, dentre elas o Tapir de Prata, o mais alto grau de mérito do Escotismo Brasileiro, e o título de "Cidadão Emérito" de Porto Alegre. É considerado o maior chefe da história do Escotismo Gaúcho.[carece de fontes?]

## Biografia

### Escotismo e Serviço Social
Lino Schiefferdecker começou sua vida escoteira em 1934 como "lobinho" no chamado Pfadfinderkorps des Thurnerbundes (Grupo de Escoteiros da Sociedade de Ginástica) da Sociedade de Ginástica Porto Alegre (SOGIPA, à época chamada de Turnerbund). Atualmente o grupo é denominado "Grupo Escoteiro Georg Black - 1/RS". A história do Chefe Lino está intimamente ligada ao grupo, onde realizou suas atividades por 70 anos ininterruptos, até sua morte.
Durante sua vida, esteve preocupado em fortalecer o Escotismo no estado através do Grupo Escoteiro Georg Black. Liderou, encabeçando sucessivas comissões de pais, a construção de uma sede própria do grupo no parque social da SOGIPA. Depois, trabalhou pela estruturação de um "Campo de Adestramento" de 10 hectares em São Francisco de Paula, local que ofereceria condições ideais para a realização de atividades de campo e que, mais tarde, levou seu nome.
Em consonância com o ideal escoteiro, atuou intensamente na área social-comunitária, sempre como voluntário. Dirigindo a Campanha Popular de Auxílio aos Flagelados na enchente de abril de 1959, recebeu destaque do então Governador do Estado do Rio Grande do Sul, Eng. Leonel Brizola. Mais adiante, fez parte da coordenação dos voluntários nas primeiras Campanhas de Vacinação contra a Poliomielite, liderando grupos escoteiros como agentes vacinadores nas regiões mais carentes de Porto Alegre.
Recebeu diploma de Protetor do Verde Público da Prefeitura de Porto Alegre em 1983, sendo declarado Cidadão Emérito de Porto Alegre pela Câmara de Vereadores, em 1987. Em 1996, foi agraciado com Diploma de Mérito da Liga da Defesa Nacional.
Além das diversas homenagens que recebeu em vida, em 2005 recebeu uma homenagem póstuma com o Prêmio "Mario Covas Junior" de Ação Voluntária, pelo Governo do Estado de São Paulo.
Em 15 de março de 2008 foi inaugurada em Porto Alegre a praça Lino Augusto Schiefferdecker, em homenagem ao ilustre chefe escoteiro.

### Vida Pessoal
Foi cirurgião-dentista de profissão, sendo funcionário público no antigo Departamento Administrativo do Serviço Público (DASP). Também estudou Contabilidade, História Natural e Economia e Administração, além de obter pós-graduação em Radiologia e participar de ciclos de estudos na Associação dos Diplomados da Escola Superior de Guerra.
Como associado da SOGIPA, foi sócio honorário (14), membro vitalício do Conselho Superior e Deliberativo, primeiro Vice-Presidente da Pasta Cívico-Cultural, e membro fundador dos Departamentos de Rádio Amador e Cultura Gaúcha, marcando sempre presença nas atividades do clube.
Foi fundador em 1958 da seção Porto Alegre Nordeste do Rotary Club, associação que presta serviços humanitários, da qual foi presidente em 1969 e 1970. No Cantegril Club, foi membro atuante do Conselho Deliberativo ocupando o cargo de Presidente deste Conselho de 1980 até sua morte.
Chefe Lino foi casado com Wilma Schiefferdecker, conhecida como "Chefe Wilma", também considerada um grande nome do escotismo gaúcho. Seus três filhos Suzana, Sônia e Sérgio, assim como seus netos Luiz Henrique, Lucas, Luiza Helena, Felipe e Pedro também seguiram atuando no Movimento Escoteiro.